# Арно Брекер
Арно Брекер (на немски: Arno Breker) е германски скулптор и архитект, най-известен с работата си в Нацистка Германия, където тя се поощрява от властите, бидейки антитеза на дегенеративното изкуство. Една от най-известните му статуи е Die Partei („Партията“), олицетворяваща духа на Нацистката партия и поставена до единия от входовете на Райхсканцеларията, проектирана от Алберт Шпеер.

## Биография
Брекет е роден в Елберфелд (днес във Вупертал), син на каменоделеца Арнолд Брекер. Той започва да учи архитектура, каменоделство и анатомия. На 20-годишна възраст се записва в Дюселдорфската художествена академия, където се концентрира върху скулптурата, учейки при Хуберт Нецер и Вилхелм Крайс. Посещава Париж през 1924 г., малко след като завършва образованието си. Там той се запознава с Жан Кокто, Жан Реноар, Пабло Пикасо, Даниел-Хенри Канвейлер и Алфред Флехтхайм. През 1927 г. се установява в Париж, който впоследствие възприема за свой дом. Той бързо създава здрави връзки с важни фигури от света на изкуството, сред които Шарл Деспио, Исаму Ногучи, Морис Вламенк и Андре Дюноайе дьо Сегонзак, всички от които по-късно изобразява. Пътува до Северна Африка, създавайки литографи, които по-късно публикува под заглавието „Тунизийско пътешествие“. Посещава и Аристид Майол, който по-късно описва Брекер като „немския Микеланджело“.
През 1932 г. получава награда от Пруското министерство на културата, която му позволява да отседне в Рим за година. През 1934 г. Брекер се завръща в Германия, следвайки съвета на Макс Либерман. По това време, Алфред Розенберг, редактор на нацисткия вестник Фьолкишер Беобахтер, всъщност осъжда някои от творбите на Брекер като дегенеративно изкуство. Въпреки това, Брекер е поддържан от много от нацистките водачи, особено Адолф Хитлер. Дори Розенберг по-късно приветства скулптурите му като израз на „мощната инерция и сила на волята“ на Нацистка Германия. Той приема поръчки от нацистите от 1933 до 1942 г., например да участва в представление с творбите си в окупиран Париж през 1942 г. Именно тогава се запознава с Жан Кокто, който цени творбите му. Брекер има лични отношения с Алберт Шпеер и с Хитлер. През 1936 г. печели поръчка за направата на две скулптури, изобразяващи атлетичното мъжество, които трябва да красят Летните олимпийски игри в Берлин през 1936 г. Едната представлява „Декатлет“ (Zehnkämpfer) и „Победителка“ (Die Siegerin). През 1937 г. Брекер се жени за Деметра Месала, гръцки модел. Същата година Брекер се присъединява към Нацистката партия и е обявен за „официален държавен скулптор“ от Хитлер, предоставен му е голям имот, както и студио с 43 асистента. Хитлер, също така, го освобождава от военна служба. Неговите скулптури „Партията“ и „Армията“ заемат видно място на входа на новата Райхсканцелария на Алберт Шпеер.
Неокласическото естество на работата му, със заглавия като „Другарство“, „Факлоносец“ и „Жертва“, типизират нацистките идеали и прилягат на нацистката архитектура. При по-внимателно разглеждане, обаче, пропорциите на фигурите му, силно колоритната обработка на повърхностите им (силните контрасти между тъмните и светлите акценти) и мелодраматичното напрежение на мускулите им може би подканва за сравнение с италианските маниеристични скулптори от 16 век.
До краха на Третия райх Брекер е професор по визуални изкуства в Берлин. И докато почти всички от неговите скулптури оцеляват след края на Втората световна война, над 90% от публичните му творби са унищожени от Съюзниците след войната. През 1946 г. Йосиф Сталин предлага поръчка на Брекер, но той отказва, заявявайки: „една диктатура ми е достатъчна“. През 1948 г. Брекер е обявен за поддръжник на нацистите и е глобен. След това се завръща и установява в Дюселдорф, с кратки периоди на работа в Париж. По това време работи като архитект. Въпреки това, той продължава да приема поръчки за скулптури, създавайки редица творби в своя добре познат класически стил. През 1956 г. жена му загива в пътен инцидент. През 1958 г. се жени повторно, като от втория си брак има две деца.
През 1970 г. получава поръчка от краля на Мароко за творба за сградата на ООН в Казабланка, но работата му е унищожена. През 1985 г. в Кьолн е отворен музеят „Арно Брекер“.
Реабилитацията на Брекер довежда до враждебни реакции от страна на антинацистки активисти, включително и казус в Париж, когато през 1981 г. някои от творбите му са изложени в център „Жорж Помпиду“. Същата година демонстрации против Брекер съпътстват и изложба в Берлин. Поддръжници на Брекет настояват, че той никога не е подкрепял нацисткия режим (макар да е бил член на Нацистката партия), а само е приел покровителството му.
Арно Брекер умира на 13 февруари 1991 г. в Дюселдорф.

## Галерия
- Адолф Хитлер с Алберт Шпеер (ляво) и Арно Брекер (дясно) в Париж, 1940 г.
- Брекер прави портрет на Алберт Шпеер
- Брекер през 1972 г.
- Аурора от Арно Брекер, 1924 г.
- Еос от Арно Брекер, 1939 г.
- Статуята на Брекер „Партията“, олицетворяваща духа на Нацистката партия и намерила място до единия от входовете на Райхсканцеларията
- Бюст на Ференц Лист от Брекер
- Статуя на Прометей от Брекер